# Персиянинова, Нина Леонидовна
Ни́на Леони́довна Персияни́нова (род. 20 марта 1967, Москва, СССР) — российская актриса театра и кино.

## Биография

### Ранние годы
Нина Персиянинова родилась 20 марта 1967 года в Москве.
Мать Персияниновой училась в Щукинском театральном училище, но сама актрисой не стала. После школы Персиянинова подала документы в несколько московских театральных вузов, но ни в один не поступила. После первой неудачи она поступила в химико-технологический университет имени Д. И. Менделеева, где проучилась до третьего курса, но, решив что это образование не для неё, устроилась машинисткой в автобусный парк.
Каждый год в течение семи лет она пыталась поступить. Когда Персияниновой было 22 года, она стала кукловодом Театра кукол Сергея Образцова. А через год поступила в Щукинское училище.
В 1994 году окончила актёрский факультет Высшего театрального училища имени Б. В. Щукина (курс Ю. П. Любимова).

### Карьера
Сначала была актрисой Театра на Таганке (которым руководил Ю. П. Любимов), а затем (с 1998 по 2009 год) — Театра на Юго-Западе. Преподаёт театральное искусство в вузах.
В Театре на Таганке играла Маргариту в «Мастере и Маргарите» (на третьем курсе), в «Тартюфе» играла госпожу Пернель. Из ролей, сыгранных в Театре на Юго-Западе: роль Катарины в спектакле «Укрощение строптивой» и Беатриче — в «Слуге двух господ». Критики называли даму Пересветову из «Самоубийц», Ольгу из «Трех сестер», гостью на балу в «Мастере и Маргарите», Беатриче в «Слуге двух господ», Горожанку в «Драконе».
Вскоре после перехода в Театр на Юго-Западе Персиянинова стала сниматься в кино. Первой заметной, хоть и второстепенной ролью стала для актрисы героиня — учительница Лужина Анна Марковна из сериала «Простые истины» (1999—2002 год).
Большинство первых героинь Персияниновой оставались безымянными. Заметную роль она исполнила в 2005 году в сериале «Туристы». Её героиня Екатерина вместе с дочерью и мужем отдыхает на курорте. Эта энергичная дама, имеет ответы на все вопросы, её назойливая опека невероятно утомляет окружающих.
В 2007—2011 году снималась в сериале «Папины дочки». В «гротесково-эксцентричной манере» Персиянинова сыграла роль директора школы Таисии Кирилловны. Персиянинова в паре с юным актёром Иваном Оранским победила в шоу «Самый умный из „Папиных дочек“». С 2023 года вновь исполняет роль Таисии Кирилловны в сериале «Папины дочки. Новые».

## Творчество

### Роли в театре
- «Укрощение строптивой» (Уильям Шекспир) — Катарина
- «Сон в летнюю ночь» (Уильям Шекспир) — Титания
- «Самоубийца» (Николай Эрдман) — Пересветова
- «Три сестры» (Антон Чехов) — Ольга
- «Щи» — Поваренок Котлета по-киевски и Переводчица
- «Мастер и Маргарита» — Курьер «сверхмолния», гостья на балу
- «Опера нищих» — Проститутка
- «Слуга двух господ» — Беатриче
- «Дракон» (2-я редакция, 1999 г.) — Горожанка

### Фильмография
- 1999 — Президент и его внучка — продавщица пива
- 1999—2004 — Простые истины — Анна Марковна Лужина. Учитель начальных классов и географии
- 2000 — ДМБ — врач-проктолог, супруга Топорова Г. С., серебр. призёра чемпионата Европы по метанию молота
- 2000 — Дом для богатых
- 2000 — Любовь до гроба
- 2000 — Особенности банной политики, или Баня 2 — девушка Петрухи, жена сантехника (в титрах Нина Савельева)
- 2001 — Семейные тайны
- 2001 — Школа Этуалей
- 2002 — Бригада (4-5 серии) — жена адвоката
- 2003 — Полосатое лето
- 2003 — Даша Васильева. Любительница частного сыска — Галина
- 2004 — Афромосквич
- 2005 — Охота на изюбря
- 2005 — Туристы — Екатерина
- 2005 — Умножающий печаль — Зинаида
- 2006 — Громовы — директор Дома малютки
- 2006 — Аэропорт 2 — Тамара, дочь Алексея Ивановича № 1 (серия «Доказательство»)
- 2006 — Гонка за счастьем — Софья
- 2007 — Кто в доме хозяин? — домработница Марго
- 2007 — Кадетство. Третий курс — родственница полковника Ноздрёва, которая сдавала квартиру суворовцам
- 2007—2011 — Папины дочки — Таисия Кирилловна, директор школы № 69
- 2007— Своя команда — Василиса Андреевна (28, 70 серии)
- 2008 — И всё-таки я люблю — жена депутата
- 2008 — Автобус — Нонна (серия «День рождения»)
- 2008 — Солдаты 15. Новый призыв
- 2008 — Я лечу — Валентина
- 2008 — Моя прекрасная няня — массовик-затейник (162 серия)
- 2008 — Ранетки — Светлана Маркина — мать Антона и Агаты Маркиных, подруга Ольги Липатовой
- 2009 — Высший пилотаж — бизнесвумен
- 2009 — Универ — Ольга Васильевна Златопольская, мама Влада Вагина, бывшего мужа Татьяны
- 2009 — Моя любимая ведьма — Зина
- 2009 — Гонка за счастьем — следователь
- 2009 — Кармелита. Цыганская страсть — Татьяна Олеговна Уварова, судья
- 2009 — След Саламандры — тётя Маша
- 2010 — Путь к себе — клиентка Рады
- 2011 — Дикий 2 — Марина Александровна Попова
- 2011 — Воронины — руководитель кружка лепки скульптур (198 серия)
- 2012 — Пока цветёт папоротник — мать невесты Светланы
- 2013 — Человеческий фактор — Анфиса Петровна
- 2014 — Семья маньяка Беляева — соседка Беляевых
- 2014 — Братья по обмену-2 — Людмила Прокофьевна, регистратор (12 серия)
- 2015 — А у нас во дворе... — Лариса Николаевна Боронина, управляющая ДЭЗа
- 2015 — Это наши дети! — Алла Дмитриевна, работник отдела опеки
- 2016 — Вероника не хочет умирать — Маргарита
- 2017 — Ветер перемен — Кира, коллега Нины
- 2017 — Любовь по-японски — Марина, подруга Лили
- 2018 — Челночницы. Продолжение — Динара Хасановна Часовая, чиновница из Москомимущества
- 2019 — А у нас во дворе... 2 — Лариса Николаевна Боронина, управляющая ДЭЗа
- 2019 — Чернобыль: Зона отчуждения. Финал — мама Паши
- 2020 — Марлен — Инна Семёновна Маркина, хозяйка спа-комплекса
- 2023 — Папины дочки. Новые — Таисия Кирилловна, директор школы № 69